# Bulbophyllum xylocarpi
Bulbophyllum xylocarpi är en orkidéart som beskrevs av Johannes Jacobus Smith. Bulbophyllum xylocarpi ingår i släktet Bulbophyllum och familjen orkidéer. Inga underarter finns listade i Catalogue of Life.